# 忍法ネコだまし
『忍法ネコだまし』（にんぽうネコだまし、原題：The Vanishing Duck、1958年5月2日）は『トムとジェリー』の作品のひとつ。

## スタッフ
- 製作・監督 - ウィリアム・ハンナ、ジョセフ・バーベラ
- 作画 - ケネス･ミューズ、カール・ヴィンチ、ルイス・マーシャル、ジェームス・エスカランテ
- 背景 - ロバート・ジェントル
- レイアウト - ディック・ビッケンバック
- 音楽 - スコット・ブラッドリー

## 作品内容
トムの飼い主・ジョージは誕生日を迎えた妻のジョアンに歌うアヒルの子をプレゼントしてやった。そして二人はディナーに出かけていく。ジョアンは「うちにはネコがいるから、アヒルをいじめたりしないかしら」と心配するが、ジョージは「ネコは外に出したし、鍵もかけたから大丈夫だよ」と話した。
その話を盗み聞きしていたトムは留守の間に暖炉の下から家に侵入、アヒルを食べようとした。アヒルは逃げ、ジェリーの巣穴へ隠れる。かくしてアヒルを助けようとするジェリーを交え、いつものドタバタが幕を開けた。
そのうちアヒルは、付けると自分の体が透明になる「VANISHING CREAM」なるものを見つけた。彼はこのクリームを使い、ジェリーと協力してトムを痛い目にあわし、家から追い出すことに成功した。しかし、その後トムの撃退を祝うアヒルとジェリーの話を聞いたトムは、クリームの存在を知ってしまう。
「もう二度とあのネコの姿を見ることはないだろうね」と喜ぶアヒルたちの背後から突如襲いかかるちりとり。ジェリーとアヒルは「二度と姿を見せることのなくなったネコ」から殴られつつもただひたすら逃げ回るしかなかった。
本作はトムが勝利する数少ない作品である。

## 登場キャラクター
トム
飼い主夫妻が留守中にアヒルを食べようと企むがジェリーに阻止され、これをきっかけにアヒルとジェリーを追いかける。やがて透明になれるクリームで正体を隠したアヒルとジェリーに追い出されるが、最後は自身がクリームで正体を隠してアヒルとジェリーに仕返しする。
ジェリー
トムに食べられそうになったアヒルを助け、やがてそのアヒルと意気投合。VANISHING CREAMで自身の正体を隠してトムを撃退するが、最後はトムもクリームで正体を隠し、やがて透明トムからちりとりで仕返しされる。
アヒル
ジョアンの誕生日プレゼントとして登場。事あるごとに「Good Morning to All」を歌う。夫婦の留守中トムに食べられそうになったためジェリーに助けを求め、やがてVANISHING CREAMで自身の正体を隠す。だが最後はトムもクリームで正体を隠したため、透明トムから仕返しされてしまう。
ジョージ・ジョアン
トムの飼い主夫妻。夫のジョージは歌うアヒルの子を誕生日プレゼントとして妻のジョアンに贈り、その後ディナーに出かけた。

## 日本でのテレビ放映
TBS系列及び他系列で、1964年～1990年頃まで時折放映された。DVD版にも収録。